# Вуаль (мини-сериал)
«Вуаль» (англ. The Veil) — американский мини-сериал Стивена Найта в жанре триллера. В главных ролях — Элизабет Мосс и Халук Бильгинер. Мини-сериал вышел на стриминговой платформе Hulu 30 апреля 2024 года.

## Сюжет
В центре повествования — напряженные отношения двух женщин, которые ведут «смертельную игру правды и лжи» по дороге из Турции во Францию. Одна героиня хранит некий секрет, а вторая стремится раскрыть его.

## В ролях
- Элизабет Мосс
- Джош Чарльз
- Дали Бенссалах
- Юмна Марван
- Халук Бильгинер
- Рибейру, Жуана

## Эпизоды
| № | Название              | Режиссёр     | Автор сценария | Дата премьеры  |
| - | --------------------- | ------------ | -------------- | -------------- |
| 1 | «The Camp»            | Дайна Рид    | Стивен Найт    | 30 апреля 2024 |
| 2 | «Crossing the Bridge» | Дайна Рид    | Стивен Найт    | 30 апреля 2024 |
| 3 | «The Asset»           | Дайна Рид    | Стивен Найт    | 7 мая 2024     |
| 4 | «Declassified»        | Деймон Томас | Стивен Найт    | 14 мая 2024    |
| 5 | «Grandfather's House» | Деймон Томас | Стивен Найт    | 21 мая 2024    |
| 6 | «The Cottage»         | Деймон Томас | Стивен Найт    | 28 мая 2024    |

## Производство

### Разработка
Проект был анонсирован в августе 2022 года в качестве четвёртого телесериала, который Стивен Найт разработал для компании FX Productions. Найт, Элизабет Мосс, Линдзи Макманус, Дениз Ди Нови и Нина Тасслер стали исполнительными продюсерами.

### Подбор актёров
В августе 2022 года стало известно, что одну из главных ролей в мини-сериале исполнит Элизабет Мосс. В марте 2023 года к актёрскому составу присоединился Халук Бильгинер.

## Съёмки
Съёмки прошли в Турции, а также в Париже и в Лондоне. В мае 2023 года съёмки прошли в английском графстве Кент, в частности, в Кентерберийском соборе.

## Премьера
Премьера мини-сериала в США состоялась 30 апреля 2024 года на стриминговой платформе Hulu, в других странах мини-сериал вышел на платформах Disney+ и Star.